# 回遊式庭園

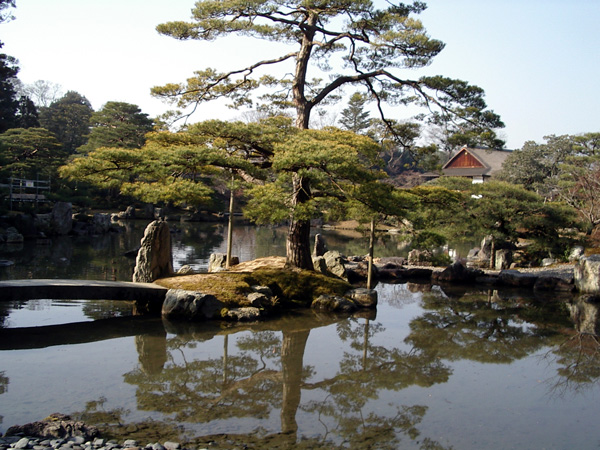
桂離宮庭園

回遊式庭園（かいゆうしきていえん）は、日本庭園の形式のひとつで、園内を回遊して鑑賞する庭園。園内を回遊する形式の庭園は日本以外にも存在するが、回遊式庭園という語は主に日本庭園のみを指して用いられる。

## 概要
回遊式庭園は、室町時代における禅宗寺院や江戸時代においては大名により多く造営された形式で、日本庭園の集大成とも位置づけられる。
最も一般的な形式は池泉回遊式庭園（ちせんかいゆうしきていえん）と呼ばれるもので、大きな池を中心に配し、その周囲に園路を巡らして、築山、池中に設けた小島、橋、名石などで各地の景勝などを再現した。園路の所々には、散策中の休憩所として、また、庭園を眺望する展望所として、茶亭、東屋なども設けられた。

## 代表的な回遊式庭園
- 小石川後楽園（東京都文京区） - 特別史跡・特別名勝
- 六義園（東京都文京区） - 特別名勝
- 浜離宮恩賜庭園（東京都中央区） - 特別史跡・特別名勝
- 兼六園（石川県金沢市） - 特別名勝
- 一乗谷朝倉氏庭園（福井県福井市） - 特別史跡・特別名勝
- 玄宮園（滋賀県彦根市） - 特別史跡・名勝
- 桂離宮庭園（京都府京都市西京区） - 宮内庁管理
- 鹿苑寺庭園（京都府京都市北区） - 特別史跡・特別名勝・世界遺産
- 慈照寺庭園（京都府京都市左京区） - 特別史跡・特別名勝・世界遺産
- 天龍寺庭園（京都府京都市右京区） - 史跡・特別名勝・世界遺産
- 西芳寺庭園（京都府京都市西京区） - 史跡・特別名勝・世界遺産
- 二条城二之丸庭園（京都府京都市中京区） - 史跡・特別名勝・世界遺産
- 醍醐寺三宝院庭園（京都府京都市伏見区） - 特別史跡・特別名勝
- 足立美術館庭園（島根県安来市）
- 後楽園（岡山県岡山市北区） - 特別名勝
- 栗林公園（香川県高松市） - 特別名勝
- 識名園（沖縄県那覇市） - 特別名勝・世界遺産